# Sanjuanada (costumbre popular)
La Sanjuanada es una fiesta campestre española que se celebra el día de San Juan Bautista, el 24 de junio, antes de la salida del sol.

## Características
En ese día, uno de los más largos del año, se realiza el sanjuanar, costumbre que consiste en recoger, antes del amanecer del citado día, aromático romero, y bañarse en agua de ríos o de fuentes. Hay interesantes coplillas populares que aluden a ello. Esta costumbre se puede acompañar de romerías y bailes en torno a una hoguera que se enciende a propósito. Tiene un valor de purificación.
- Datos: Q6120142